# Macurapes
Os macurapes ou makurap(s) são um grupo indígena que habita o Sul do estado brasileiro de Rondônia, mais precisamente as Áreas Indígenas Rio Branco, Rio Guaporé, Rio Mequéns e Terra Indígena Makurap.

## Subgrupos
Subgrupos ou clãs:
Subgrupos Makurap no margem esquerda do alto Colorado:
| Nome        | Tradução            |
| ----------- | ------------------- |
| Mitum       | “mutum”             |
| Uarüiá      | “papagaio”          |
| Xixauap     | “rato”              |
| Viriü       | “tatu-canastra”     |
| Ëte         | “veado”             |
| Guüt        | “lamparina de breu” |
| In-en-paráp | “raposa”            |
| Perakón     | “arara vermelha”    |
| Min-án      | “saúva”             |
| Uruküt      | “grilo”             |

Subgrupos Makurap no margem direita do alto Colorado:
| Nome      | Tradução        |
| --------- | --------------- |
| Uaxaliai  | “morcego”       |
| Xát       | “cobra”         |
| Tamunan   | “sabiá”         |
| Ikô       | “urucum”        |
| Mevurá    | “panela”        |
| Iekô      | “urubu”         |
| Aratá     | “arara amarela” |
| Maranpáin | “lagarta”       |
| Ngáp      | “caba”          |
| Uaketé    | “mucura”        |
| Uakôt     | “jacu”          |